# اللجنة العليا للأخوة الإنسانية
اللجنة العليا للأخوة الإنسانية (HCHF) هي منظمة مكرسة لتعزيز قيم الأخوة الإنسانية لغرض تعزيز السلام بين الأفراد والمنظمات والأمم ، وحتى بين البشرية والبيئة. تم إنشاء اللجنة للترويج لرسالة وثيقة الأخوة الإنسانية ، التي وقعها البابا فرنسيس وأحمد الطيب ، إمام الأزهر الأكبر ، في فبراير 2019. ينصب التركيز الأساسي للجنة على وضع قيم الأخوة الإنسانية موضع التنفيذ. من خلال إلهام القادة وتمكين الشباب والنساء والمجتمعات الضعيفة للسعي لتحقيق مستقبل أكثر سلامًا وتحقيقه.

## تاريخ
تشكلت اللجنة العليا للأخوة الإنسانية في سبتمبر 2019 من تسعة أعضاء ، تضم خمسة مسلمين ويهودي واثنان كاثوليك ومسؤول واحد من الأمم المتحدة دون ذكر ديانة في سيرتها الذاتية. عُقد الاجتماع الأول للجنة في 11 سبتمبر 2019 ، في مقر إقامة البابا في كازا سانتا مارتا في مدينة الفاتيكان . وعينت المجموعة الكاردينال ميغيل أنجيل أيوسو جيكسو ، رئيس المجلس البابوي للحوار بين الأديان ، رئيساً للجنة ، ومحمد عبد السلام المستشار السابق لإمام الأزهر ، أميناً عاماً.

## المبادرات

### بيت العائلة الإبراهيمية
واحدة من أهم مبادراتها هي Abrahamic Family House ، وهو مجمع متعدد الأديان في أبو ظبي صممه David Adjaye لإيواء كنيسة وكنيس ومسجد على نفس الأساس. وتتصور اللجنة بيت العائلة الإبراهيمية كمكان للحوار والتعايش بين الأديان.

### جائزة زايد للأخوة الإنسانية
تأسست جائزة زايد للأخوة الإنسانية في 4 فبراير 2019 ، بمناسبة اللقاء التاريخي في أبو ظبي بين سماحة إمام الأزهر البروفيسور أحمد الطيب وقداسة البابا فرنسيس. وثيقة حول الأخوة الإنسانية. يكرم الأفراد والمنظمات والكيانات الأخرى لمساهماتهم العميقة في الأخوة الإنسانية ، ويتضمن جائزة مالية قدرها مليون دولار. تُمنح الجائزة سنويًا في 4 فبراير ، اليوم العالمي للأخوة الإنسانية.
في كل عام ، يتم تحديد جائزة زايد للأخوة الإنسانية من قبل شخص يختاره إمام الأزهر ، شخص يختاره بابا الكنيسة الكاثوليكية ، شخص يختاره الأمين العام للأمم المتحدة ، عضوان. اختارته اللجنة العليا للأخوة الإنسانية من بين الشخصيات العالمية المشهورة لمساعيها في نشر التسامح والسلام ، والأمين العام للجنة العليا للأخوة الإنسانية.

### مبادرات أخرى
استضافوا `` احتفال الأخوة الإنسانية '' في مدينة نيويورك في 20 سبتمبر 2019 ، والتقوا بالبابا فرانسيس وإمام الأزهر في 16 نوفمبر 2019. كما التقوا بالأمين العام للأمم المتحدة أنطونيو غوتيريش في 4 ديسمبر 2019 ، والممثل السامي للأمم المتحدة لتحالف الحضارات ، ميغيل أنخيل موراتينوس في 5 ديسمبر 2019. في 6 يناير 2020 ، التقيا ولي عهد أبوظبي ، صاحب السمو الشيخ محمد بن زايد آل نهيان.
في مايو 2020 ، أطلق HCHF مبادرة `` نصلي من أجل الإنسانية '' العالمية للصلاة من أجل إنهاء وباء COVID-19 ، ولتوجيه العلماء وإلهامهم لإيجاد لقاح. وشملت قائمة الشركاء الداعمين لحملة اللجنة "صلوا من أجل الإنسانية" الفاتيكان ، ومجلس حكماء المسلمين ، وجامع الأزهر ، ووزارة التسامح الإماراتية ، ومجلس الكنائس العالمي ، وتحالف الحضارات التابع للأمم المتحدة .

## الأعضاء الحاليين
| اسم | اسم                          | موضع           | صورة | وظيفة أخرى                                                       |
| --- | ---------------------------- | -------------- | ---- | ---------------------------------------------------------------- |
| 1   | الكاردينال ميغيل أيوسو جيكوت | الرئيس المشارك |      | رئيس المجلس البابوي للحوار بين الأديان في الكرسي الرسولي         |
| 2   | الاستاذ محمد حسين محرساوي    | الرئيس المشارك |      | رئيس جامعة الأزهر                                                |
| 3   | القاضي محمد محمود عبد السلام | الأمين العام   |      | مستشار سابق للإمام الأكبر للأزهر الشريف                          |
| 4   | الحاخام م. بروس لوستج        | عضو            |      | كبير الحاخامات في المصلين العبري بواشنطن                         |
| 5   | معالي محمد خليفة المبارك     | عضو            |      | رئيس دائرة الثقافة بأبوظبي                                       |
| 6   | ايرينا بوكوفا                | عضو            |      | المدير العام السابق لمنظمة الأمم المتحدة للتربية والعلم والثقافة |
| 7   | د / سلطان فيصل الرميثي       | عضو            |      | الأمين العام لمجلس حكماء المسلمين                                |
| 8   | المونسنيور يونس لحزي قايد    | عضو            |      | السكرتير الشخصي السابق للبابا فرانسيس                            |
| 9   | ياسر حارب                    | عضو            |      | كاتب ومذيع تلفزيوني إماراتي                                      |
| 10  | ليما غبوي                    | عضو            |      | ناشط سلام وحائز على جائزة نوبل للسلام                            |
| 11  | القس. أ. الدكتور ايوان سوكا  | عضو            |      | الأمين العام لمجلس الكنائس العالمي                               |

## لجنة تحكيم جائزة زايد للأخوة الإنسانية لعام ٢٠٢٥
تتألف لجنة التحكيم من الأمين العام للجائزة المستشار محمد عبد السلام، وتضم اللجنة كلًا من ماكي سال، رئيس السنغال السابق، و خوسيه لويس رودريغيز ثاباتيرو، رئيس وزراء إسبانيا الأسبق، والدكتورة نجوزي أوكونجو-إيويالا، المديرة العامة لمنظمة التجارة العالمية، و الكاردينال بيتر كودوو أبياه توركسون، رئيس الأكاديمية البابوية للعلوم والأكاديمية البابوية للعلوم الاجتماعية، و باتريشيا سكوتلاند الأمينة العامة لمنظمة دول الكومنولث ومستشارة ملكية سابقة.